# كريستيان غونزاليس (لاعب كرة قدم أرجنتيني)
كريستيان غونزاليس (بالإسبانية: Cristian González)‏ هو لاعب كرة قدم أرجنتيني، ولد في 13 يناير 1990 في بوينس آيرس في الأرجنتين. لعب مع نادي أتليتكو للبنين ‏.

## وصلات خارجية
- كريستيان غونزاليس على موقع قاعدة بيانات كرة القدم.إي يو (الإنجليزية)
- كريستيان غونزاليس على موقع Soccerway.com (الإنجليزية)